# Black Forest
Black Forest – jednostka osadnicza w Stanach Zjednoczonych, w stanie Kolorado, w hrabstwie El Paso.